# Aeroportul Pokhara
Aeroportul Pokhara (în nepaleză पोखरा विमानस्थल) (IATA: PKR, ICAO: VNPK) este un aeroport din Pokhara, Kaski District⁠(d), Gandaki Province⁠(d), Nepal ce deservește zona Pokhara. Aeroportul a fost tranzitat în 2019 de 720.714 pasageri. A fost deschis în 4 iulie 1958 și numit după zona deservită.
Situat la o altitudine de 827 m, aeroportul dispune de o singură pistă.